# یانوو (استان سیلسیان)
یانوو (به لاتین: Janów) یک روستا در لهستان است که در گمینا یانوو (استان سیلسیان) واقع شده‌است. یانوو ۹۶۴ نفر جمعیت دارد.